# Kalambur
Kalambur è una suddivisione dell'India, classificata come town panchayat, di 13.303 abitanti, situata nel distretto di Tiruvannamalai, nello stato federato del Tamil Nadu. In base al numero di abitanti la città rientra nella classe IV (da 10.000 a 19.999 persone).

## Geografia fisica
La città è situata a 12° 38' 17 N e 79° 13' 07 E.

## Società

### Evoluzione demografica
Al censimento del 2001 la popolazione di Kalambur assommava a 13.303 persone, delle quali 6.608 maschi e 6.695 femmine. I bambini di età inferiore o uguale ai sei anni assommavano a 1.447, dei quali 698 maschi e 749 femmine. Infine, coloro che erano in grado di saper almeno leggere e scrivere erano 9.034, dei quali 5.225 maschi e 3.809 femmine.